# متحف الشاعر العقيلي
متحف الشاعر العقيلي، هو متحف يقع في دبي، الإمارات العربية المتحدة مخصص للشاعر السعودي المولد مبارك بن حمد بن مبارك المانع العقيلي الذي يعتبر أحد أبرز شعراء الشعر الفصيح والنبطي. المتحف هو مقر الإقامة السابق للعقيلي وبني عام 1923 على أطراف سوق التوابل، وعاش فيه بعد انتقاله من السعودية إلى الإمارات. يعرض المتحف مخطوطات الشاعر الأصلية وممتلكاته الشخصية (مثل مكتبه ومسدسه وقلمه) ووثائقه ووصاياه الأصلية.

## نبذة عامة عن المتحف
كان متحف الشاعر العقيلي الذي يقع في الممرات الضيقة على حافة سوق التوابل مقر إقامة الشاعر السعودي مبارك بن حمد بن مبارك المانع العقيلي عام 1923، اما اليوم يأخذ متحف الشاعر العقيلي الزوار في رحلة بعيون مالكه السابق الذي يعتبر من أهم الشعراء العرب الكلاسيكيين في التاريخ؛ حيثُ يمكن للزوار قراءة مجموعة من الأعمال الأصلية للشاعر بعضها مكتوب بخط يده ويتأملون أيضًا الأشياء الشخصية مثل "قلمه" . يحتوي المتحف على تسعة أجنحة "حياة العقيلي ، شعره الفصيح، شعره النبطي، مراسلاته ،حياته الثقافية والاجتماعية ،مخطوطاته ،مجلسه ، ترميم البيت وكتابات الشاعر العقيلي"، كما يحتوي المتحف على مجموعة كبيرة من الوثائق ومجموعة من الوصايا التي قام على كتابتها، حيثُ يمكن للزوار أيضًا إلقاء نظرة على مجموعة ثمينة من الأثاث والأدوات المنزلية التي تمثل نهاية القرن التاسع عشر.
يمتد هذا المبنى الذي تم ترميمه من قبل هيئة دبي للثقافة والفنون على مساحة 187 مترًا مربعًا، ويغطي طابقين موزعين حول فناء داخلي، فهو مبني من المرجان والحجر والجص وخشب الصندل وخشب الساج وسعف وجذوع أشجار النخيل.
جلب الشاعر مجموعة من البنائين المهرة من منطقة الأحساء شرق شبه الجزيرة العربية لبناء هذا المنزل، فصاغ هؤلاء البناؤون كلاً من الزخارف الفنية والكتابات الفنية، مما رفع الجوانب الجمالية للمنزل ومنحته قيمته التاريخية الفريدة. فقاموا على صناعة الحلي الفنية والكتابات الفنية التي رفعت الجوانب الجمالية للمنزل ومنحت المنزل قيمته التاريخية الفريدة.

## نبذة عامة عن الشاعر
هو شاعر سعودي الأصل؛ ولد بالأحساء في سنجق نجد العثمانية ونشأ ودرس بها، ومن ثم سجّن لثلاث سنوات فيها واضطرمن بعد ذلك إلى مغادرتها وتنقل بين العراق وسلطنة عمان والبحرين وفي نهاية المطاف استقر أخيرًا في إمارة دبي في الإمارات العربية المتحدة عام 1897 فأتصل بعلمائها وأبدع في الفصحى والشعبي حيثُ نظم الشعر الفصيح كما نظم الشعر العامي.

## أنظر أيضاََ
- قائمة متاحف الإمارات العربية المتحدة

- متحف الشندغة
- متحف المسكوكات (دبي)
- متحف القهوة (دبي)
- متحف بلدية دبي

## وصلات خارجية
- رحلة إفتراضية داخل المتحف